# Léogeats
Léogeats est une commune du Sud-Ouest de la France, située dans le département de la Gironde, en région Nouvelle-Aquitaine.

## Géographie

### Localisation
À l’extrémité sud-ouest du canton de Langon, arrosé par le ruisseau du Moulin et le Loujat et situé sur la rive droite du Ciron, le village de Léogeats est composé de divers gros hameaux, Le Bourg, Brouquet, La Bernède, Cameillac, La Citadelle, La Herrade, Laulan, Les Levrauts.
La commune se trouve, par la route, à 46 km au sud-est de Bordeaux, chef-lieu du département, à 12 km au sud-ouest de Langon, chef-lieu d'arrondissement et de canton.

### Communes limitrophes
Les communes limitrophes en sont Sauternes au nord, Fargues au nord-est sur à peine plus d'un kilomètre, Roaillan à l'est, Le Nizan au sud-est, en quadripoint (point de la surface de la Terre où quatre frontières différentes se rejoignent), Noaillan au sud, Balizac à l'ouest également sur à peine plus d'un kilomètre et Budos au nord-ouest.
| Budos   | Sauternes | Fargues                                  |
| Balizac | Léogeats  | Roaillan                                 |
|         | Noaillan  | {\displaystyle +} (quadripoint) Le Nizan |

### Climat
Pour des articles plus généraux, voir Climat de la Nouvelle-Aquitaine et Climat de la Gironde.
Historiquement, la commune est exposée à un climat océanique aquitain.  
En 2020, Météo-France publie une typologie des climats de la France métropolitaine dans laquelle la commune est exposée à un climat océanique et est dans la région climatique  Aquitaine, Gascogne, caractérisée par une pluviométrie abondante au printemps, modérée en automne, un faible ensoleillement au printemps, un été chaud (19,5 °C), des vents faibles, des brouillards fréquents en automne et en hiver et des orages fréquents en été (15 à 20 jours).
Pour la période 1971-2000, la température annuelle moyenne est de 12,8 °C, avec une amplitude thermique annuelle de 14,8 °C. Le cumul annuel moyen de précipitations est de 865 mm, avec 11,2 jours de précipitations en janvier et 6,9 jours en juillet. Pour la période 1991-2020, la température moyenne annuelle observée sur la station météorologique la plus proche, située sur la commune de Sauternes à 3 km à vol d'oiseau, est de 13,9 °C et le cumul annuel moyen de précipitations est de 859,6 mm,. Pour l'avenir, les paramètres climatiques de la commune estimés pour 2050 selon différents scénarios d’émission de gaz à effet de serre sont consultables sur un site dédié publié par Météo-France en novembre 2022.

## Urbanisme

### Typologie
Au 1er janvier 2024, Léogeats est catégorisée commune rurale à habitat dispersé, selon la nouvelle grille communale de densité à sept niveaux définie par l'Insee en 2022.
Elle est située hors unité urbaine. Par ailleurs la commune fait partie de l'aire d'attraction de Bordeaux, dont elle est une commune de la couronne,. Cette aire, qui regroupe 275 communes, est catégorisée dans les aires de 700 000 habitants ou plus (hors Paris),.

### Occupation des sols

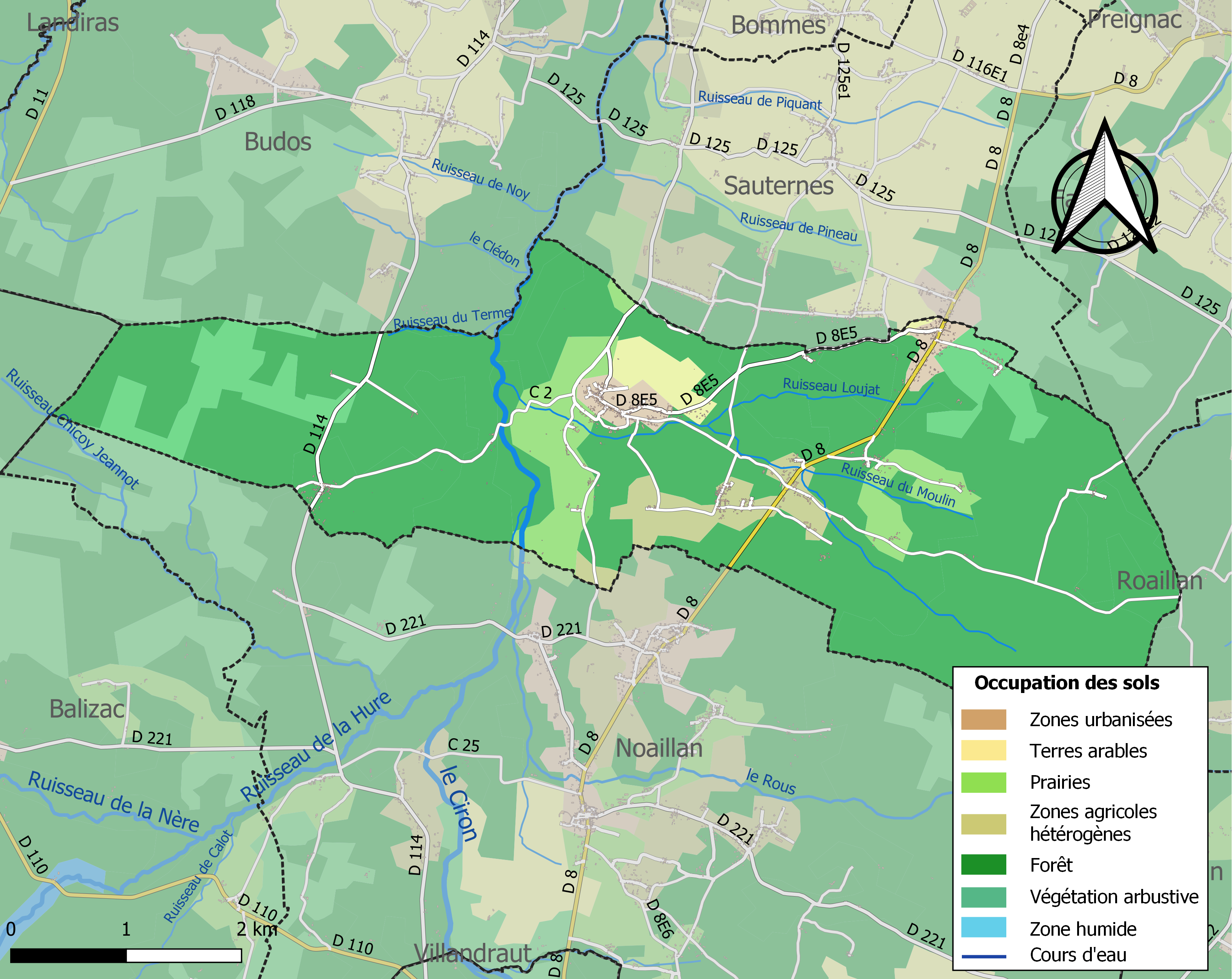
Carte des infrastructures et de l'occupation des sols de la commune en 2018 (CLC).

L'occupation des sols de la commune, telle qu'elle ressort de la base de données européenne d’occupation biophysique des sols Corine Land Cover (CLC), est marquée par l'importance des forêts et milieux semi-naturels (84,9 % en 2018), en augmentation par rapport à 1990 (82 %). La répartition détaillée en 2018 est la suivante : 
forêts (77,8 %), prairies (7,3 %), milieux à végétation arbustive et/ou herbacée (7,1 %), zones agricoles hétérogènes (3,9 %), zones urbanisées (2,1 %), cultures permanentes (1,8 %). L'évolution de l’occupation des sols de la commune et de ses infrastructures peut être observée sur les différentes représentations cartographiques du territoire : la carte de Cassini (XVIIIe siècle), la carte d'état-major (1820-1866) et les cartes ou photos aériennes de l'IGN pour la période actuelle (1950 à aujourd'hui).

### Voies de communication et transports
Le territoire communal est traversé par la route départementale D 8 qui mène à Langon via Fargues vers le nord et à Villandraut via Noaillan vers le sud. La petite route départementale D 8e5 qui prend naissance sur cette D 8 mène vers l'ouest au bourg et continue vers le nord et les vignobles du Sauternais.
L'accès à l'autoroute A62 (Bordeaux-Toulouse) le plus proche est le no 3, dit de Langon, distant de 12 km vers le nord-est.
L'accès no 1, dit de Bazas, à l'autoroute A65 (Langon-Pau) se situe à 17 km vers le sud-est.
La gare SNCF la plus proche est celle, distante de 13 km vers le nord-est, de Langon sur la Bordeaux-Sète du TER Nouvelle-Aquitaine.

### Risques majeurs
Le territoire de la commune de Léogeats est vulnérable à différents aléas naturels : météorologiques (tempête, orage, neige, grand froid, canicule ou sécheresse), inondations, feux de forêts et séisme (sismicité très faible). Un site publié par le BRGM permet d'évaluer simplement et rapidement les risques d'un bien localisé soit par son adresse soit par le numéro de sa parcelle.
La commune a été reconnue en état de catastrophe naturelle au titre des dommages causés par les inondations et coulées de boue survenues en 1982, 1983, 1995, 1999, 2009 et 2020,.
Léogeats est exposée au risque de feu de forêt. Depuis le 20 avril 2016, les départements de la Gironde, des Landes et de Lot-et-Garonne disposent d’un règlement interdépartemental de protection de la forêt contre les incendies. Ce règlement vise à mieux prévenir les incendies de forêt, à faciliter les interventions des services et à limiter les conséquences, que ce soit par le débroussaillement, la limitation de l’apport du feu ou la réglementation des activités en forêt. Il définit en particulier cinq niveaux de vigilance croissants auxquels sont associés différentes mesures,.

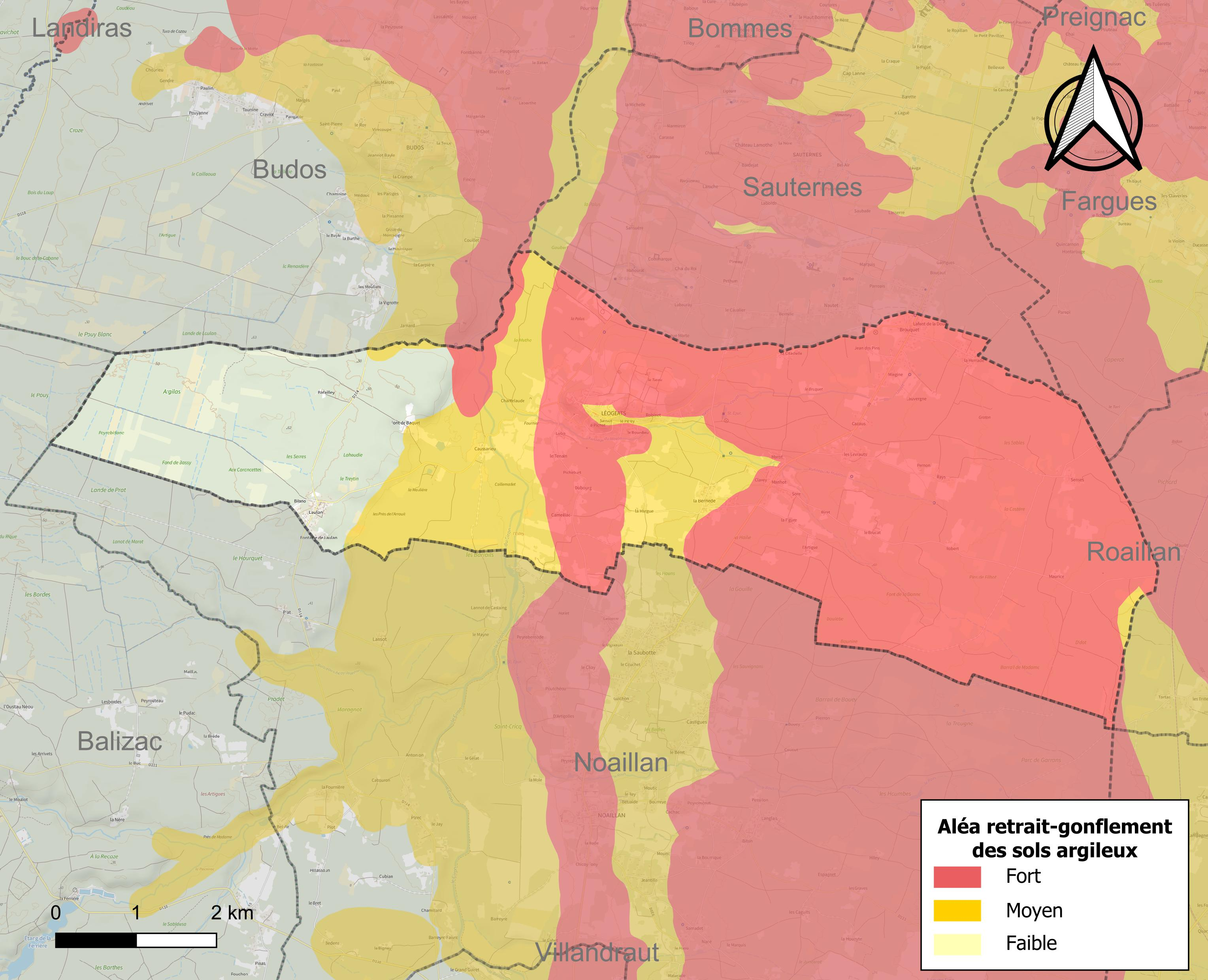
Carte des zones d'aléa retrait-gonflement des sols argileux de Léogeats.

Le retrait-gonflement des sols argileux est susceptible d'engendrer des dommages importants aux bâtiments en cas d’alternance de périodes de sécheresse et de pluie. 80,1 % de la superficie communale est en aléa moyen ou fort (67,4 % au niveau départemental et 48,5 % au niveau national). Sur les 390 bâtiments dénombrés sur la commune en 2019,  351 sont en aléa moyen ou fort, soit 90 %, à comparer aux 84 % au niveau départemental et 54 % au niveau national. Une cartographie de l'exposition du territoire national au retrait gonflement des sols argileux est disponible sur le site du BRGM,.
Par ailleurs, afin de mieux appréhender le risque d’affaissement de terrain, l'inventaire national des cavités souterraines permet de localiser celles situées sur la commune.
Concernant les mouvements de terrains, la commune a été reconnue en état de catastrophe naturelle au titre des dommages causés par la sécheresse en 2003 et par des mouvements de terrain en 1999.

## Toponymie
On trouve, selon les périodes et les documents écrits, différentes graphies : Leujatz au XIIIe siècle, puis Leujats, Laugeat au XVIIe siècle, et enfin Léogeats depuis le XIXe siècle.
L'absence de formes anciennes suffisamment caractérisées ne permet pas de définir avec certitude l'origine de ce toponyme.
Albert Dauzat et Charles Rostaing l'expliquent par la terminaison -at(s) en tant que variante de -ac, issu du suffixe gallo-roman -acum, précédé du nom de personne germanique Liudo. Ils comparent avec Léojac, village de Tarn-et-Garonne.
Ernest Nègre suggère l'occitan leuge « chêne liège », suivi du suffixe augmentatif -at.
Selon Miquèu Audoièr, dans le n° 269 de la revue País Gascons, il s'agit en réalité du nom *Leujac au pluriel, avec valeur de collectif : gascon *Leujacs prononcé comme Leujats, avec le sens de « les habitants de Leujac », puis confusion avec le nom du village lui-même. En effet, cette adaptation phonétique, -ts pour -cs, présente dans plusieurs régions occitanes, est attestée pour la Gironde dans les œuvres de Meste Verdié. En même temps, est confirmée l'identité du nom originel avec celui du village du Tarn-et-Garonne cité par Dauzat et Rostaing. Cette explication à un problème qui n'avait pas trouvé jusque-là de solution satisfaisante a l'avantage de convenir pour la plupart des noms en -ats de la Gironde (sauf quelques cas comme Saucats, où il pourrait s'agir du suffixe -at). et même pour certains en -as. Cependant, il n'y a pas de trace de formes anciennes initiales en *-acs. En effet, l'usage des scribes était souvent de laisser, comme c'est le cas ici, telle quelle la forme orale en -ats, avec son adaptation phonétique vraisemblablement très ancienne du groupe cs en ts, ou bien de l'interpréter, parfois à tort (voir Coutras, avec une hypercorrection qui illustre cette habitude) comme représentant -ac, en rétablissant ce qu'ils estimaient être la forme d'origine débarrassée du pluriel dont ils connaissaient le sens.
En gascon, le nom de la commune est Leujats, qu'on pourrait peut-être écrire Leujacs (voir plus haut).
Ses habitants sont appelés les Léogeatais.

## Histoire
Dans les Archives départementales de la Gironde relatives aux comptes de l'Archevêché de Bordeaux, on trouve trace au  XIIIe siècle de deux paroisses : Sanctus Laurencius de Camelhac (Saint Laurent de Cameillac) et Sanctus Christoforus de Leujatz  (Saint Christophe de Léogeats).
Cameillac (graphie occitane Camelhac), lieu-dit situé à un km au sud du bourg, était un domaine d’époque gallo-romaine (IIIe siècle environ), nom provenant sans doute d'un résident gallo-romain en Novempopulanie, « Camilius ». Ce bourg fut détruit soit au cours des incursions des Wisigoths au Ve siècle, des Francs au VIe, des Vascons au VIIe, des Maures au VIIIe, des Vikings au IXe, ou des Plantagenêt au XIIe.

Tribus celtes et vasconnes

On trouve mention de Léogeats, paroisse Saint-Christophe, en 1314, à propos de biens relevant de la famille d’Albret.
Léogeats a pu, à l’origine, être une seigneurie à part, mais au XVIe siècle, les archives du château de Suduiraut à Preignac (Georges Guillot de Suduiraut était propriétaire du château de Noaillan au début du XXe siècle) donnent quelques indications : elle dépend de la seigneurie de Noaillan (Jean de La Motte) ; au XVIIIe siècle, elle y est complètement intégrée.
Pour plus d'information sur la situation de la commune au XVIIIe siècle, voir l'ouvrage de Jacques Baurein.
À la Révolution, la paroisse Saint-Christophe de Léogeats forme la commune de Léogeats.

## Politique et administration

### Intercommunalité
Le 1er janvier 2014, la communauté de communes du Pays de Langon ayant été supprimée, la commune de Léogeats s'est retrouvée intégrée à la communauté de communes du Sud Gironde siégeant à Mazères.

## Démographie
L'évolution du nombre d'habitants est connue à travers les recensements de la population effectués dans la commune depuis 1793. Pour les communes de moins de 10 000 habitants, une enquête de recensement portant sur toute la population est réalisée tous les cinq ans, les populations de référence des années intermédiaires étant quant à elles estimées par interpolation ou extrapolation. Pour la commune, le premier recensement exhaustif entrant dans le cadre du nouveau dispositif a été réalisé en 2008.

En 2022, la commune comptait 880 habitants, en évolution de +9,73 % par rapport à 2016 (Gironde : +6,91 %, France hors Mayotte : +2,11 %).
| 1793  | 1800 | 1806 | 1821 | 1831 | 1836  | 1841  | 1846  | 1851  |
| ----- | ---- | ---- | ---- | ---- | ----- | ----- | ----- | ----- |
| 1 023 | 948  | 931  | 991  | 987  | 1 034 | 1 001 | 1 042 | 1 033 |

| 1856 | 1861 | 1866 | 1872 | 1876 | 1881 | 1886 | 1891 | 1896 |
| ---- | ---- | ---- | ---- | ---- | ---- | ---- | ---- | ---- |
| 995  | 955  | 938  | 874  | 850  | 796  | 785  | 736  | 666  |

| 1901 | 1906 | 1911 | 1921 | 1926 | 1931 | 1936 | 1946 | 1954 |
| ---- | ---- | ---- | ---- | ---- | ---- | ---- | ---- | ---- |
| 677  | 664  | 627  | 576  | 546  | 506  | 507  | 451  | 464  |

| 1962 | 1968 | 1975 | 1982 | 1990 | 1999 | 2006 | 2008 | 2013 |
| ---- | ---- | ---- | ---- | ---- | ---- | ---- | ---- | ---- |
| 445  | 390  | 358  | 401  | 454  | 547  | 652  | 683  | 779  |

| 2018 | 2022 | - | - | - | - | - | - | - |
| ---- | ---- | - | - | - | - | - | - | - |
| 809  | 880  | - | - | - | - | - | - | - |

## Économie
Le coteau du Tucau produit un excellent vin d’appellation Graves, rouge et blanc.
À la fin du XIXe siècle de nombreux métiers, artisans et commerces existaient encore au village : berger, boucher, boulanger, cafetier, charbonnier, charcutier, charpentier, charron, coiffeur, épicier, horloger, laboureur, laitier, marchand de bestiaux, maréchal-ferrant, menuisier, meunier (Ruisseau du Moulin), muletier, résinier, sabotier.
On dénombrait ainsi à Léogeats en 1898 pas moins de huit sabotiers, sept bistrots, cinq épiciers, cinq laitiers, trois boulangers, deux bureaux de tabac, un boucher et un charcutier. Aujourd’hui les seuls commerces originels subsistants sont une épicerie et l'auberge de Brouquet.

## Culture locale et patrimoine

### Lieux et monuments
- Entourée de son petit cimetière et située à l'extrémité d'un éperon rocheux dominant la vallée du Ciron, l'église Saint-Christophe, d'architecture romane, a été initialement construite au XIIe siècle puis transformée au XVIe siècle. La présence d'un hourd surmontant le portail ouest permet de supposer qu'elle a pu servir d'ouvrage de défense. Elle est inscrite au titre des Monuments historiques depuis 1925[34], ainsi qu'une partie de son mobilier et a servi de décor, dans les années 1960, pour le tournage du film Thérèse Desqueyroux tiré du roman éponyme de François Mauriac ainsi qu'en 1980, à l'adaptation télévisée du roman de Mauriac Le Baiser au lépreux.
- À trois cents mètres à l'ouest de l'église, se trouve une fortification en ruine, la Tourasse qui fut étudiée par Léo Drouyn au XIXe siècle. Constituée d’une tour rectangulaire de 20 mètres sur 13 à trois étages et aux murailles d’un mètre d’épaisseur, il s'agissait vraisemblablement d'une maison forte.

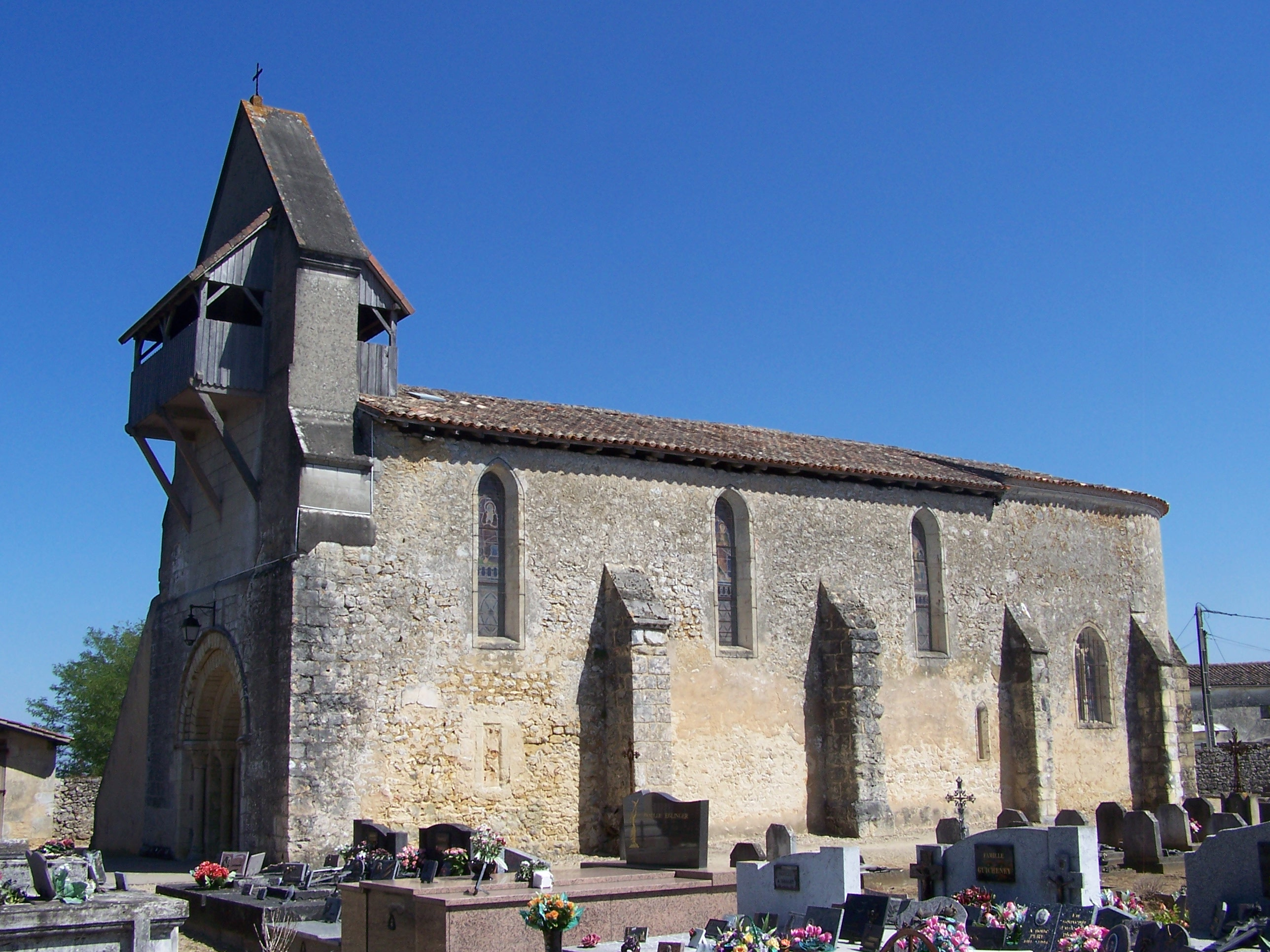
L'église Saint-Christophe (sept. 2010).
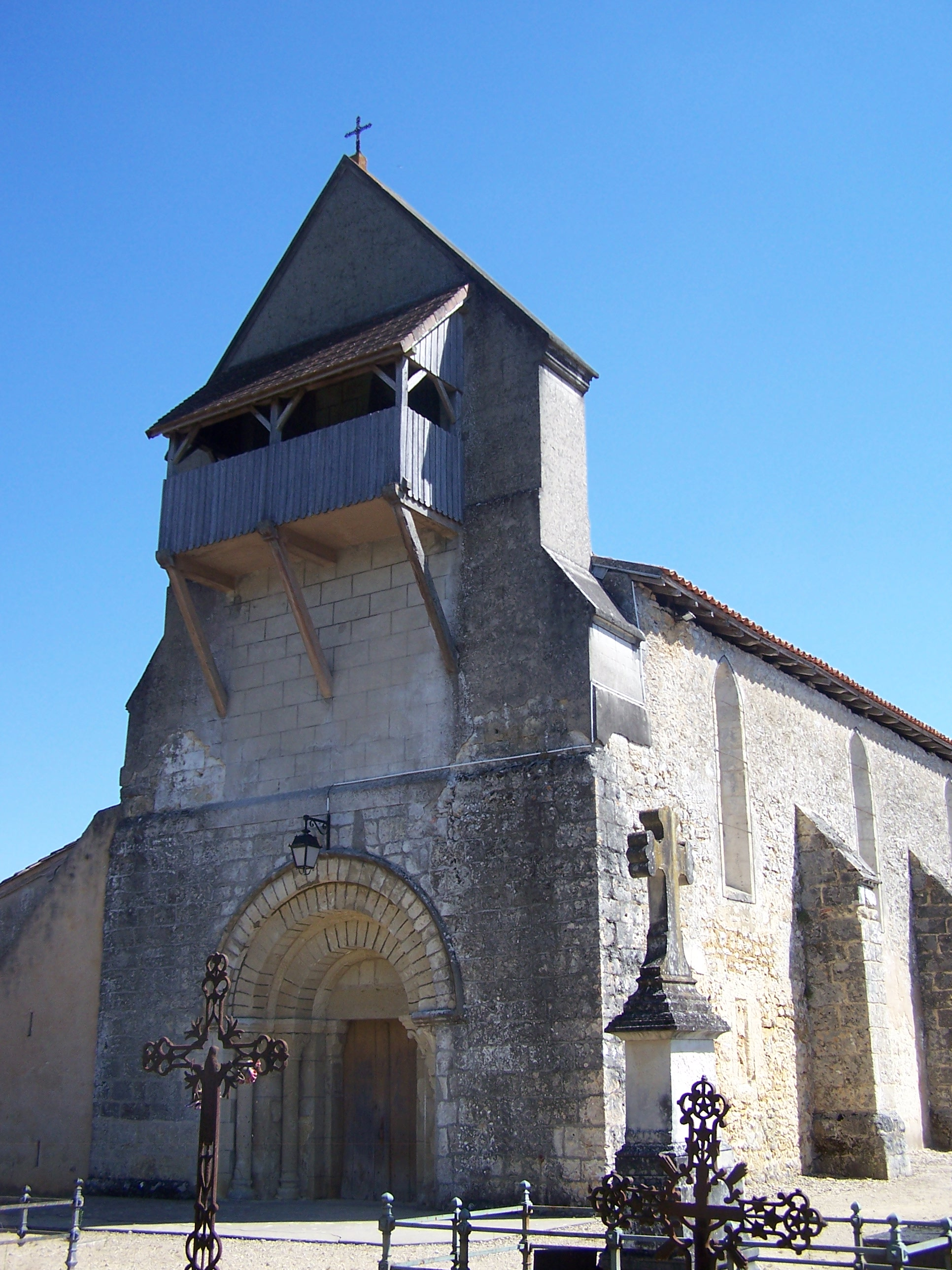
Façade occidentale de l'église Saint-Christophe (sept. 2010).
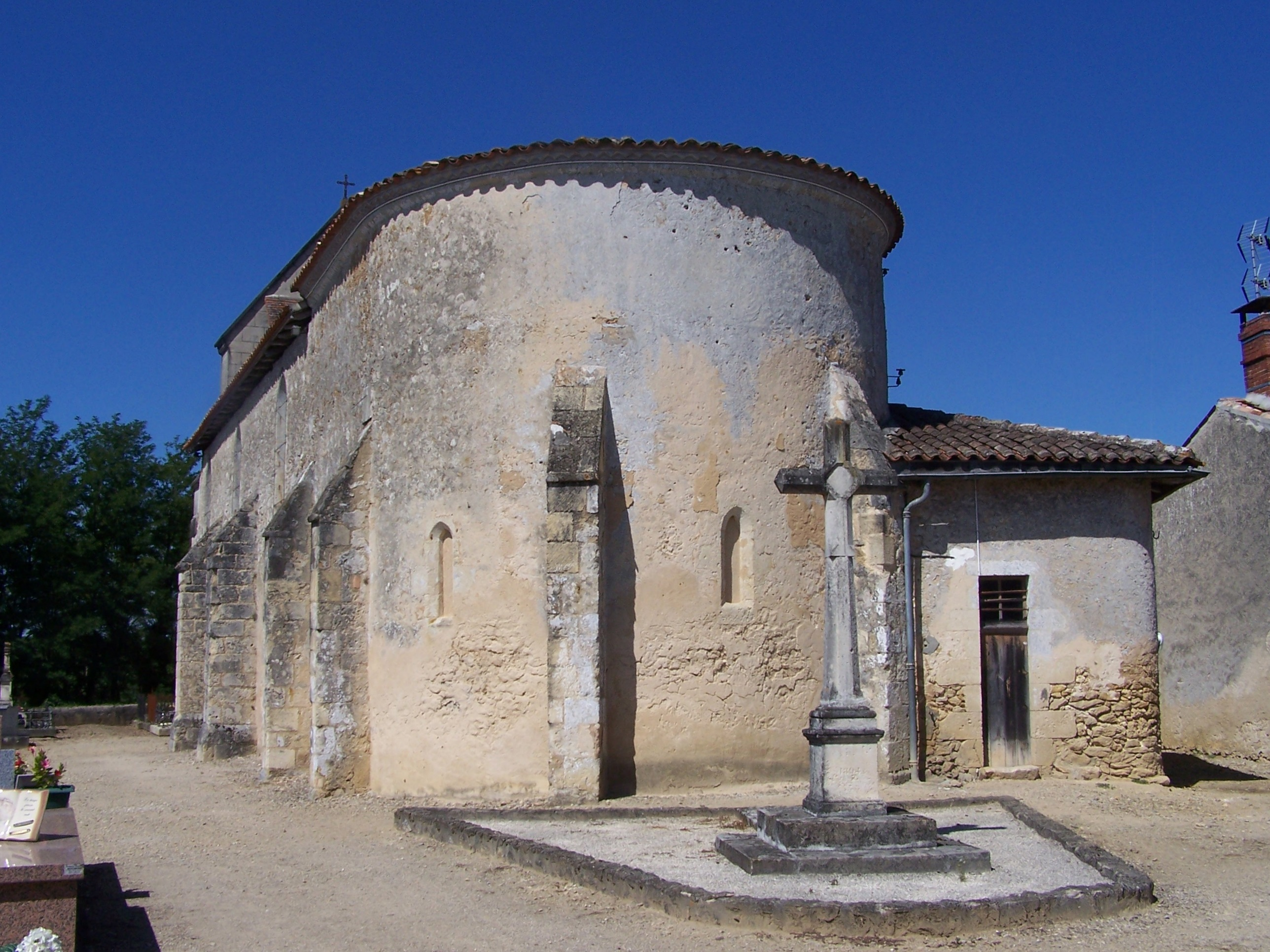
Le chevet de l'église (sept. 2010).
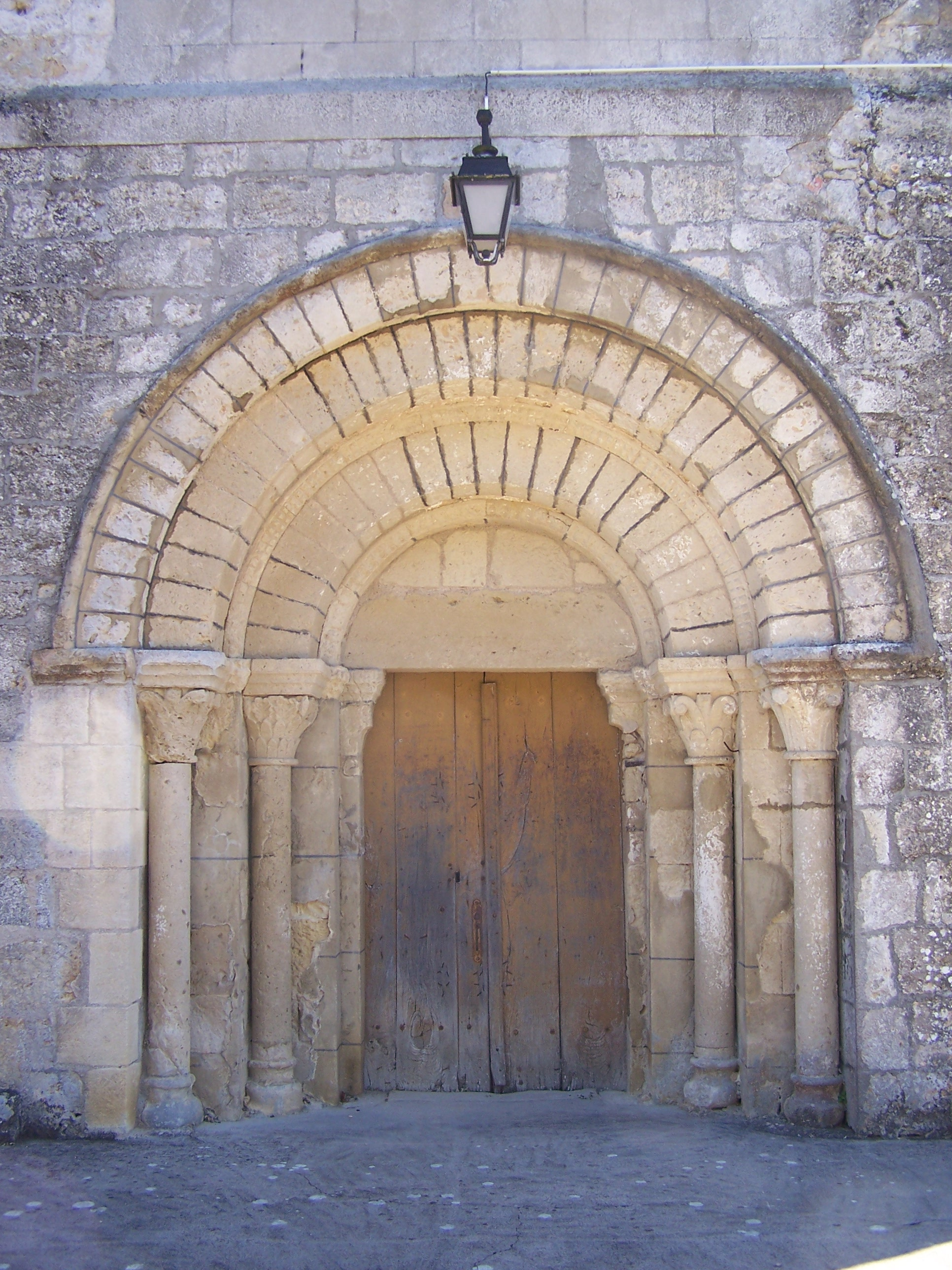
Le portail de l'église (sept. 2010).
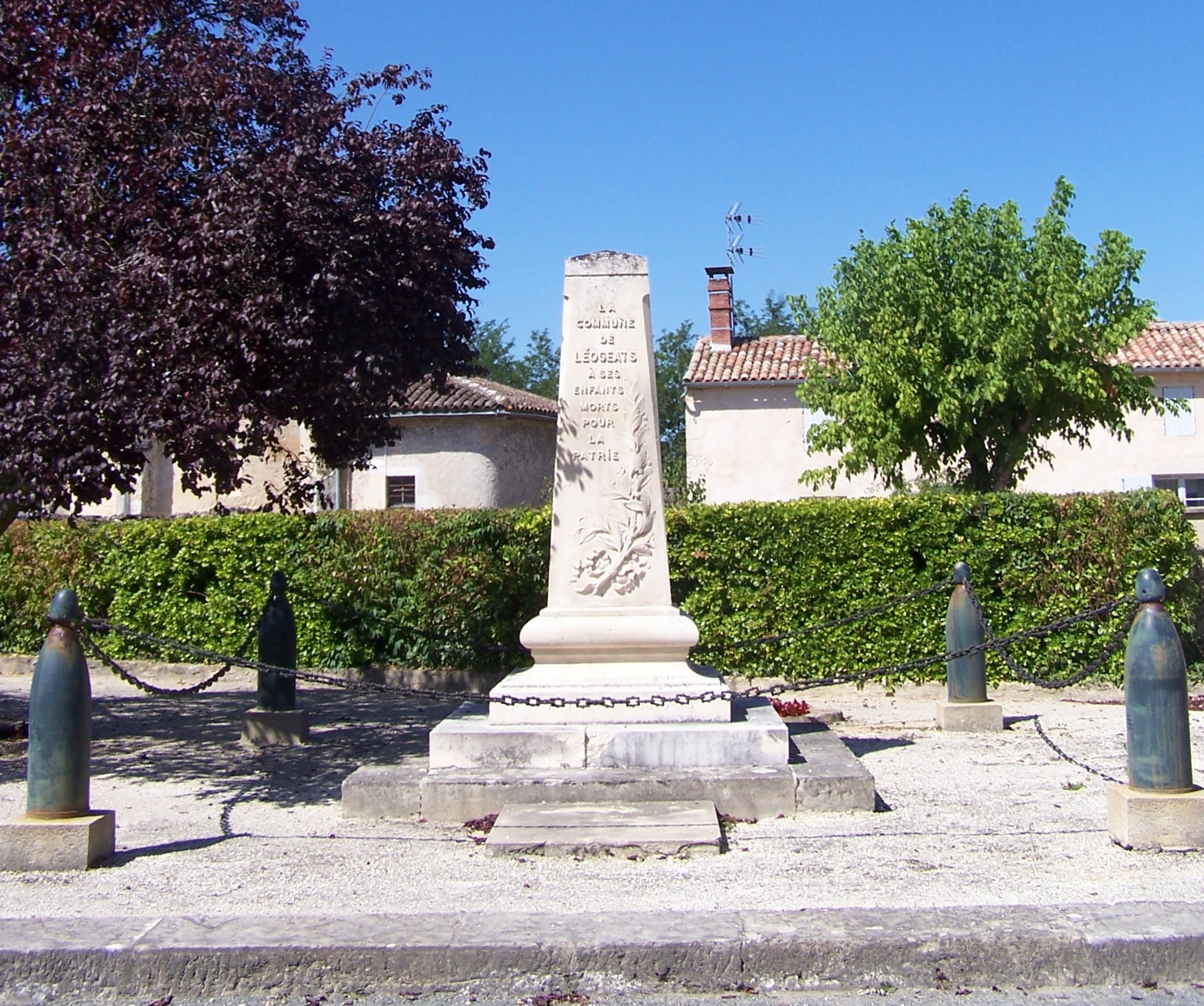
Le monument aux morts près de l'église (sept. 2010).

### Personnalités liées à la commune
- François Mauriac (1885-1970) a eu l'occasion d'apprécier le charme bucolique du village et y fait référence dans plusieurs de ses ouvrages.
- Joël Dumé, arbitre international de rugby, réside dans la commune.
- Guillaume-Léonce Duprat psycho-sociologue naît en 1872 dans la commune.

## Héraldique
| Blason de Léogeats | Blason  | Parti de 1, coupé de 1 enclavé de 3 pièces: au 1 de gueules à saint Christophe portant l'enfant Jésus d'or, au 2 d'argent à un chêne de sinople, au 3 d'argent à trois fasces ondées d'azur, au 4 de sinople à une cabane en bois d'or. |
| Blason de Léogeats | Détails | Adopté le 12 février 2024 Auteur(s)J.-F. Binon |